# 메모 (애플)
메모(영어: Notes)는 애플이 개발한 메모 필기 앱이다. iOS와 macOS 운영 체제에서 제공되며, 후자는 OS X 마운틴 라이언에서 시작한다. 애플 아이클라우드 서비스를 이용해 기기 간 동기화가 가능한 짧은 텍스트 메모를 만드는 서비스 기능을 한다. 이 애플리케이션은 iOS와 macOS에서 비슷한 인터페이스를 사용하며, 노트와 밝은 노란색 아이콘을 위한 질감이 없는 종이 배경과 연필이나 크레용을 암시한다. 2013년까지 두 응용 프로그램 모두 선형의 질감이 있는 종이 디자인을 가진 강한 스키오모픽 인터페이스를 사용했으며 마운틴 라이온 버전은 이것을 가죽 폴더 안에 넣었다. 이 디자인은 OS X 매버릭스와 iOS 7에서 대체되었다.

## iOS 버전

### iOS 9
iOS 9부터 시작하여, 아이클라우드 동기화(IMAP 대신, OS X El Capitan 버전과의 인라인), 스케치 작성 기능(나중에 애플 펜슬 지원), 고급 텍스트 포맷 옵션, 여러 스타일의 목록, 리치 웹 및 맵 링크 미리보기, 더 많은 파일 형식 첨부 파일 지원, 코어를 받았다.응답 전용 첨부 브라우저 및 웹 링크, 이미지 등을 저장하기 위한 시스템 공유 확장 지점 iOS 9.3에서는 개별 노트를 암호로 보호할 수 있다(호환 가능한 장치의 모든 노트를 잠금 해제하기 위해 Touch ID를 사용할 수 있음). 그러나 앞으로는 모든 노트에 대해 하나의 암호만 설정할 수 있다. 암호는 호환되는 장치 간에 동기화된다.

### iOS 10
iOS 10에서 메모는 이제 많은 사람들이 동시에 노트를 작업할 수 있는 협업 기능을 가지고 있다.

### iOS 11
iOS 11과 함께 출시된 Notes에 대한 업데이트는 테이블, 고정 노트, 문서 스캐너, 그래프 및 줄 바꿈 용지, 단일 공백 텍스트 지원, 필기 검색 및 Apple Pencil과의 향상된 통합 기능을 추가한다. 잠금 화면에서 연필을 누르면 새 노트가 나타나며, 그림이 활성화되어 있다. 연필을 Notes 앱에서 인라인 드로잉을 시작하는 동안 사용할 수도 있다.

## 대중문화에서
소셜 미디어 사용자들은 짧은 메모를 작성하기 위해 종종 노트 애플리케이션을 사용해 왔으며, 이후 인스타그램이나 트위터와 같은 소셜 미디어 사이트에 스크린샷으로 게시될 수 있다. 작가들은 이러한 형태의 의사소통은 종종 유명인들이 공개적인 진술을 하기 위해 사용되어 왔으며, 아마도 그들에게 비공식적인 느낌을 주거나 공개적인 사과를 게시하는 것을 포함하여 플랫폼 성격의 한계를 넘어 확장되기 위해 사용되었다고 언급했다.

## 같이 보기
- 에버노트
- 마이크로소프트 원노트
- 구글 킵
- 메모장 (소프트웨어)
- 공책